# Боро и Рамиз
Боро и Рамиз (алб. Boro dhe Ramiz) била је синтагма која је означавала Бору Вукмировића (1912—1943) и Рамиза Садикуа (1915—1943), комунистичке револуционаре и народне хероје Југославије, који су се заједно борили у Нароодноослободилачком рату. Они су заједно стрељани од стране италијанског окуптора 10. априла 1943. у Ландовици, код Призрена, али је њихова смрт после рата у главном обележавана 20. априла, због погрешног датума њихове смрти. 
У току постојања Социјалистичке Федеративне Републике Југославије (СФРЈ), од 1945. до 1992, Боро и Рамиз су били симбол братства и јединства Срба, Црногораца и Албанаца у Социјалистичкој Аутономној Покрајини Косово. Њихова имена, углавном заједно, а понекад и одвојено, носиле су улице, основне и средње школе, омладинске радне бригаде, пионирски одреди, културно-уметничка друштва и др. Новембра 1977. изграђен је у Приштини Дом омладине „Боро и Рамиз”, а у његовој непосредној близини 1981. изграђен је Спортско-рекреативни центар „Боро и Рамиз”, који је убрзо постао један од препознатљивих симбола Приштине.
Не дуго након погибије, септембра 1943. формирани су Први и Други косовскометохијски батаљон који су понели имена Рамиза Садикуа и Боре Вукмировића. Ова два батаљона ушла су новембра 1943. у састав Прве македонско-косовске ударне бригаде. Указом Председништва АВНОЈ-а 6. марта 1945. за осведочена херојска дела на бојном пољу Боро Вукмировић и Рамиз Садику одликовани су постхумно Орденом народног хероја.
На месту погибије у селу Ландовици, код Призрена, подигнут им је 1963. монумнетални споменик у облику обеликса, са мозаиком. Споменик је био оштећен у току НАТО агресије на СР Југославију, а након 1999. је срушен и на његовом месту је подигнуто спомен-гробље погинулих бораца Ослободилачке војске Косова (ОВК).  
О револуционарој делатности и учешћу у Народноослободилачкој борби Боре и Рамиза писано је у неколико књига и новинских фељтона, од којих су два излазила у листу Борба. Први фељтон у Борби објављен је у периоду август—септембра 1978, од публицисте Миодрага Николића који је исте године објавио књигу Боро Вукмировић и Рамиз Садику, док је други објављен у периоду мај—јун 1982. од публицисте Јована Радовановића.

## Боро и Рамиз
Борислав Боро Вукмировић рођен је 26. јула 1912. у селу Брацигово, у близини Пловдива. Његов отац, Никола Вукмировић, пореклом је из Ријеке Црнојевића. Учествовао је у Илинданском устанку у Македонији 1903, а након слома устанка био је заточен у Турској. Потом је отишао у Бугарску, где се оженио Стојанком, са којом је добио тројицу синова. Године 1914. породица Вукмировић преселила се у Пећ, у Метохију, која се након ослобођења од Турака, налазила у саставу Краљевине Црне Горе. Рамиз Садику рођен је 21. октобра 1915. у Пећи. Његов отац, Јусуф, радио је на градској трошарини, а мајка Хуршида била је домаћица. Иако је Бора био три године старији од Рамиза, они су се упознали у основној школи почетком 1920-их година.
Након завршетак гиманзије, Вукмировић није имао средстава за даље школовање, па је 1931. отишао на одслужење војног рока, након чега се запослио. Као млади радник, приступио је револуционарном радничком покрету, а 1932. постао је члан тада илегалног Савеза комунистичке омладине (СКОЈ). Садику се као младић посебно заинтересовао за фудбал, а 1931. био је оснивача спортског клуба „Будућност“, у ком се окупљала револуционарна омладина. Посредством Вукмировића, Садику је 1932. примљен у чланство СКОЈ, а нардене 1933. Вукмировић је постао члан Комунистичке паритије (КПЈ). Крајем 1934. Вукмировић је постао секретар Месног комитета КПЈ у Пећи, а 1935. полиција је у његовој кући пронашла партијски материјал, због чега је био ухапшен и изведен пред Државни суд за заштиту државе. У току ове полицијске акције, било је ухапшено и неколико других комуниста, међу којима и Садику, али они нису изведени пред суд.
На Првој обласној конференцији КПЈ за Косово и Метохију, одржаној 25. јула 1937. у Пећи, изабран је Биро Обласног комитета у који су ушли — Андро Чукић, Рамиз Ћема, Рамиз Садику, Боро Вукмировић као организациони и Миладин Поповић, као политички секретар. У време одржавања конференције, Садику је био у затвору, јер је почетком јуна био ухапшен у Високим Дечанима, након чега је два месеца провео у притвору. Септембра 1938. Садику је уписао Правни факултет у Београду. Исте године био ја аутор летка на албанском језику, у коме је упућен апел против исељавања Албанаца у Труску, као и против одузимања земље Албанцима. У току лета 1939. у Метохију је након изласка са робије дошао Петко Милетић, бивши члан Политбироа ЦК КПЈ, који је искључен због фракционаштва. Због велике полуларности, коју је имао међу косовскометохијским комунистима, брзо је око себе успео да окупи групу присталица и започне са фракционашким деловањем. У његовом раду, супротстваили су му се првенствено Боро и Рамиз и Милева Вуковић, а касније и Миладн Поповић, након повратка са лечења на Голнику.
Августа 1940. Вукмировић је заједно са Поповићем, Али Шукријом и Милијом Ковачевићем, присуствовао Осма покрајинска конференција КПЈ за Црну Гору, на којој је био и генерални секретар КПЈ Јосип Броз Тито. Он је тада изабран за члан Покрајинског комитета КПЈ за Црну Гору, Боку, Санџак и Косово и Метохију, а у окотбру исте године је у Загребу учествовао на Петој земаљској конференцији КПЈ, када је постао кандидат за члана Централног комитета КПЈ.

## Називи по Бори и Рамизу
- Гимназија „Боро и Рамиз” у Витини
- Дом омладине „Боро и Рамиз” у Приштини, изграђен 1977.
- Друштво филателиста „Боро и Рамиз” из Призрена
- Друштвено-спортски рекреативни центар „Боро и Рамиз” у Приштини, изграђен 1981.
- Клуб југословенских радника албанске националности Боро и Рамиз у Салцбургу, у Аустрији
- Културно-просветно и фолклорно друштво „Боро Вукмировић и Рамиз Садику” у Западном Берлину, у СР Немачкој
- Културно-уметничко друштво „Боро и Рамиз” из Косовске Митровице
- Медицинска школа „Боро и Рамиз” у Призрену
- Омладинска радна бригада „Боро и Рамиз” из Липљана на ОРА „Београд ’77”
- Омладинска радна бригада „Боро и Рамиз” из Пећи на ОРА „Београд ’78”
- Омладинска радна бригада „Боро и Рамиз” из Приштине на Омладинским радним акцијама „Сава ’70” „Београд ’78”
- Основна школа „Боро и Рамиз” у Зочишту, код Ораховца
- Основна школа „Боро и Рамиз” у Смрековници, код Вучитрна
- Плакета „Боро и Рамиз” — награда коју је на Дан младости, 25. маја додељивала Покрајинска конгеренција Савеза социјалистике омладине Косова
- Пољопривредна школа „Боро и Рамиз” Гњилане
- Призренски теритроријални одред „Боро и Рамиз” — јединица Територијалне одбране САП Косова